# 1471
1471 (MCDLXXI) var ett normalår som började en tisdag i den julianska kalendern.

## Händelser

### Januari
- 17 januari – Príncipe upptäcks.[1]

### Mars
- Mars – Danmark går i krig mot Sverige.

### April
- 9 april – Stillestånd sluts mellan Sverige och Danmark i Kungsäter.
- 11 april – Henrik VI, som tillfälligt har återtagit den engelska kungatronen hösten föregående år, blir nu avsatt för gott av sin tronrival Edvard IV, som nu förblir kung av England och herre över Irland till sin död 1483. En månad senare blir Henrik mördad i Towern, troligen på Edvards order.
- April – Ett möte med lübeckare som representerar Danmark hålls i Stockholm.

### Maj
- 4 maj – Edvard IV av ätten York besegrar Henrik VI:s hustru, drottning Margareta av Anjou i slaget vid Tewkesbury under det engelska inbördeskriget rosornas krig, vilket medför slutet för ätten Lancasters makt.

### Juli
- 23 juli–10 oktober – Vapenvila med Danmark upprätthålls i Stockholm i och med Stockholmsförhandlingarna.

### Augusti
- 9 augusti – Sedan Paulus II har avlidit den 26 juli väljs Francesco della Rovere till påve och tar namnet Sixtus IV.[2]

### Oktober
- 10 oktober – Sten Sture den äldre och dalkarlarna besegrar Kristian I och hans män i slaget vid Brunkeberg.
- 14 oktober – Lagen om att hälften av en svensk stads rådmän måste vara tyskar upphävs. Det blir nu alltså förbjudet för utlänningar att vara borgmästare och rådmän i svenska städer, detta som straff för att Hansan stöder Danmark.

### Okänt datum
- Det av partistrider försvagade Novgorod erkänner Moskvas överhöghet, vilket är första steget mot Novgorods inlemmande i Ryssland.

## Födda
- 21 maj – Albrecht Dürer, tysk målare och grafiker.
- 7 oktober – Fredrik I, kung av Danmark och Norge 1523–1533.
- Zhang, kejsarinna av Kina.

## Avlidna
- Mars – Alessandra Macinghi Strozzi, italiensk köpman och brevskrivare.
- 21 maj – Henrik VI, kung av England och herre över Irland 1422–1461 och från 1470 till 11 april detta år (mördad).
- 25 juli – Thomas a Kempis, tysk-nederländsk augustinkorherre och författare.
- 26 juli – Paulus II, född Pietro Barbo, påve sedan 1464.

### Fotnoter
1. ↑  World Statesmen (läst 3 april 2011)
2. ↑  ”Roman Catholic Church” (på engelska). World Statesmen. http://www.worldstatesmen.org/Catholic.html. Läst 23 november 2012.